# Георги Ванчев
Георги Тодоров Ванчев (Найден) е партизанин от Родопски партизански отряд „Антон Иванов“.

## Биография
Георги Ванчев е роден на 27 януари 1910 г. в гр. Батак. Работи като машинист. Член на РМС (1927) и на БРП (к) (1928). При отбиване на военната служба в гр. Хасково за участие в комунистическа войнишка организация е арестуван и съден, но освободен.
Участва в комунистическото движение по време на Втората световна война. След създаването на Баташката партизанска чета (2 октомври 1941 г.) поддържа връзка с партизаните и организира снабдяването им с храна и оръжие. Застрашен от арест на 2 април 1942 г. се включва в състава на Баташката чета, която прераства в Родопски партизански отряд „Антон Иванов“. Избран е за политкомисар на чета „Стефан Божков“, а по-късно и за неин командир. През май 1943 година в партизанския отряд преминава и неговата съпруга Катерина Ванчева.
В последния поход на отряда (февруари-март 1944 г.) след множество сражения, загива заедно със съпругата и брат си , Александър, на 7 март 1944 г. край с. Фотиново.
Има син -Тодор, починал през 2006 година.